# Catedral de San Pedro (Rennes)
La catedral de San Pedro o simplemente catedral de Rennes (en francés: Cathédrale Saint-Pierre de Rennes) es una iglesia catedral católica francesa situada en la ciudad de Rennes, Bretaña. Es un monumento histórico desde 1906.
La catedral es la sede del arzobispo católico de Rennes, Dol y Saint-Malo, anteriormente obispo de Rennes.

## Historia
El lugar se ha utilizado para una catedral más o menos desde los inicios de la sede en el siglo VI. El edificio más antiguo fue completamente reemplazado por una catedral gótica en el siglo XII, de los cuales en 1490 la torre y todo el frente oeste se derrumbaron. La fachada existente con sus torres neoclásicas de granito en cuatro pisos se construyeron durante los siguientes dos siglos, con grandes espacios entre las diferentes etapas: el nivel más bajo se construyó entre 1541 y 1543, el segundo de 1640 a 1654 (de Tugal Caris), y el cuarto (de Pierre Corbineau) de 1654 a 1678. Otro arquitecto, François Hoguet, completó las torres, entre 1679 y 1704, en su actual altura de 48 metros y añadió un dispositivo de Luis XVI entre ellas.
La reconstrucción comenzó en 1787, pero poco después de que comenzó la Revolución Francesa y todo el trabajo fue suspendido. No se reanudó hasta 1816, inicialmente bajo la supervisión del arquitecto Mathurin Crucy. Este murió en 1826; el trabajo continuó bajo el arquitecto local Louis Richelot, y se terminó en 1845.
Entre 1803 y 1844, debido a que la catedral era inutilizable, la iglesia abacial de Nuestra Señora de San Melaine de Rennes (Notre-Dame-en-Saint-Melaine de Rennes) sirvió como procatedral (es decir, una sustituta temporal).
Esta iglesia está dedicada a San Melaine, tradicionalmente el primer obispo de Rennes, enterrado aquí en el siglo VI. Los edificios actuales fueron construidos en el siglo XVII, y fueron dañados durante la Segunda Guerra Mundial.

## Véase también

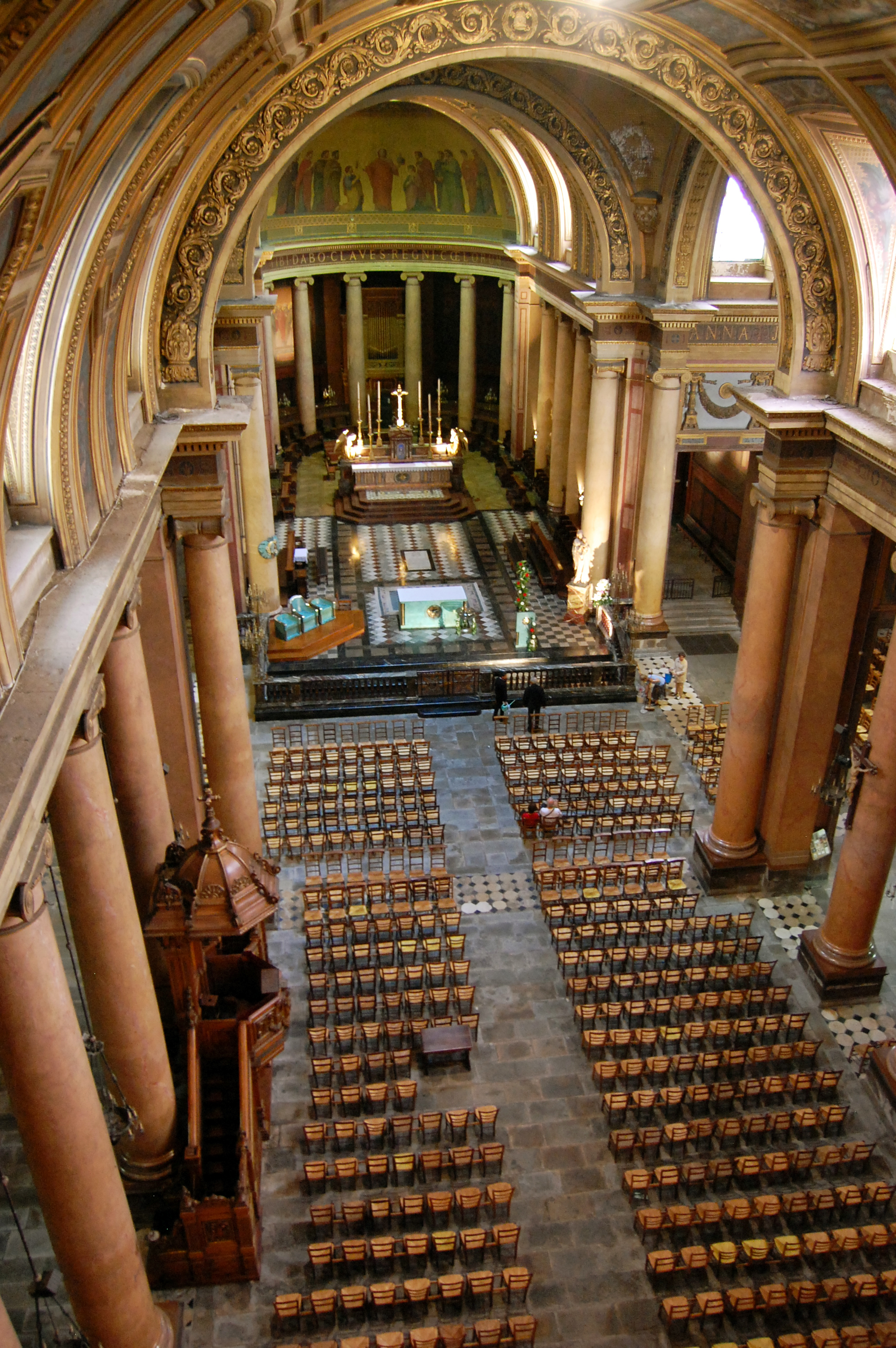
Vista interna